# Bartolomeo Ravenna
Bartolomeo Ravenna (Gallipoli, 20 settembre 1761 – Gallipoli, 31 agosto 1837) è stato uno scrittore, storico nobile e commerciante italiano.

## Biografia
Bartolomeo Ravenna, primogenito di Stefano e della N. B. Sig.ra Maria Crisigiovanni, proveniva da una famiglia molto nobile e i suoi genitori erano commercianti di olio d'oliva e di olio lampante, prodotto fondamentale per lo sviluppo economico della città di Gallipoli che nel XIII secolo deteneva il monopolio europeo avendo dei rapporti con paesi orientali ed europei. Il padre del Ravenna era Stefano Ravenna di origini di Genova,mentre sua madre era Maria Crisigiovanni, esponente di una delle famiglie più note e nobili gallipoline. Fu avviato agli studi da ecclesiastici che risiedevano a Gallipoli e fu indirizzato verso discipline storiche. Nel 1778 il padre Stefano morì e Bartolomeo dovette sostenere i problemi della famiglia e dirigere l'azienda famigliare. Nel 1794 all'età di 33 anni sposa Maria Teresa Verdesca, nobile di Copertino. La robustezza economica di Ravenna fu consolidata ancor più dai patrimoni della moglie e, con il passare degli anni, acquistò masserie, campagne e palazzi.Visse quindi in un ambiente tranquillo e consolidato che favoriva lo studio e la dedizione verso materie che affascinavano il nobile. Dal matrimonio tra Bartolomeo e Maria Teresa non nacquero figli e questa condizione portò Ravenna all'attività missionaria e costituì dei fondi per i più bisognosi.

### Ultimi anni

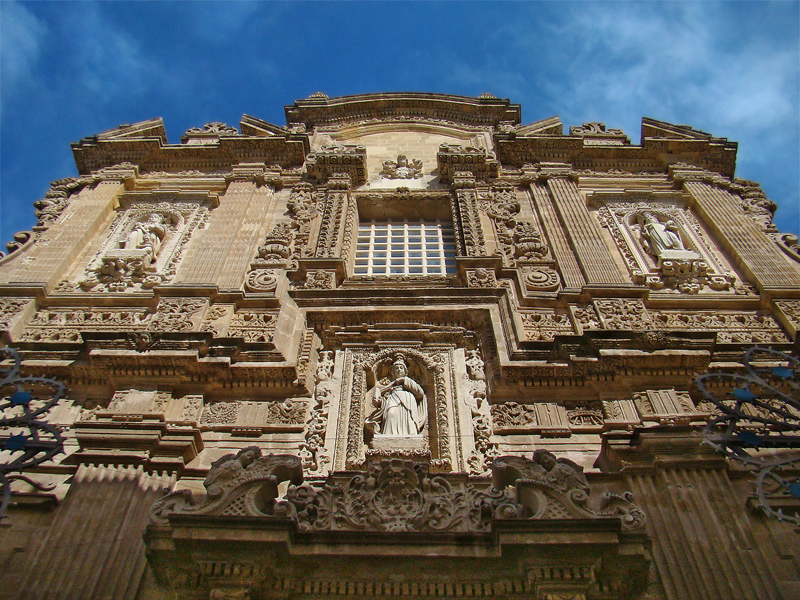
particolare della Basilica Concattedrale di Sant'Agata, luogo in cui è sepolto Ravenna

Muore a 76 anni il 31 agosto del 1837 e viene sepolto a Gallipoli nella Basilica Concattedrale di Sant'Agata nella cappella di Santa Maria del Soccorso,del cui Altare la Sua famiglia godeva del padronato e dove ebbero sepoltura la madre morta il 25 aprile dell'anno 1811 e la moglie morta il 21 marzo 1850.Dopo la sua morte il suo patrimonio fu dato al fratello Nicola. Inoltre donò 12 000 ducati al Capitolo della Cattedrale e 2 000 ai poveri. Fece dono della sua Biblioteca personale al Comune di Gallipoli per far usufruire i cittadini di ciò. Finanziò anche il Conservatorio di S.Luigi, che allora era presente nel Centro Storico, e il Monastero delle Carmelitane scalze.

## Memorie istoriche della Città di Gallipoli
L'opera fu scritta da B.Ravenna nel 1836. È un compendio che descrive la città natale sin dalle prime origini, facendo riferimento a Plinio e a Pomponio Mela per arrivare poi ai suoi giorni, cioè al 1700. Vengono descritte tutte le chiese, le confraternite, gli Ordini religiosi, il commercio, le arti, le scienze, le guerre, la popolazione e l'economia della città. L'opera è suddivisa in sei libri e ciascuno di essi è diviso in capitoli. Nel I si discute sull'origine della città, sulla sua fondazione e sulle ipotesi chesi riferiscono al nome originario della città, che veniva anticamente chiamata Anxa. Nel II e nel III si parla delle guerre e dei saccheggi; nel IV descrive la Basilica Concattedrale di Sant'Agata, le Confraternite, parrocchie e chiese. Nel V parla del Vescovado e delle attività religiose ed umane svolte. Nel VI e ultimo libro parla degli uomini illustri gallipolini che si sono distinti in campi differenti. L'opera descrive quindi minuziosamente tutti i caratteri della città.

### Elenco delle opere di Ravenna
- Con Bartolomeo Ravenna in viaggio da Gallipoli a Catanzaro
- Memorie istoriche della città di Gallipoli (1836)